# Modta
Modta (en rus: Модта) és un poble (un possiólok) de Calmúquia, a Rússia, segons el cens del 2012 tenia 150 habitants. Pertany al districte municipal de Priiútnoie.